# James Austin
James William Austin (ur. 5 kwietnia 1983) – brytyjski judoka. Olimpijczyk z Londynu 2012, gdzie zajął siedemnaste miejsce w wadze półciężkiej.
Zajął siedemnaste miejsce na mistrzostwach świata w 2010; uczestnik zawodów w 2011. Startował w Pucharze Świata w latach 2006-2014. Wielokrotny medalista mistrzostw kraju. 

## Letnie Igrzyska Olimpijskie 2012
| Konkurencja | Eliminacje            | Klas. końcowa |
| Konkurencja | Przeciwnik I          | Miejsce       |
| ----------- | --------------------- | ------------- |
| 100 kg      | Takamasa Anai (JPN) P | 17.           |